# Pluto Nash – Hold volt, hold nem volt...
A Pluto Nash – Hold volt, hold nem volt... (eredeti cím: The Adventures of Pluto Nash) 2002-es amerikai sci-fi akció-filmvígjáték Ron Underwood rendezésében. A főszerepben Eddie Murphy (kettős szerepben), Randy Quaid, Rosario Dawson, Joe Pantoliano, Jay Mohr, Luis Guzmán, James Rebhorn, Peter Boyle, Pam Grier és John Cleese látható. 
A filmet 2002. augusztus 16-án mutatták be az Egyesült Államokban. A film kritikailag és anyagilag is megbukott, anyagilag az egyik legnagyobb filmes bukásnak számít, miután a 100 milliós költségéhez képest csak 7,1 millió volt a bevétele.

## Cselekmény
A jövőben egy férfi, Pluto Nash azért küzd, hogy a Holdon található éjszakai klubja ne kerüljön a maffia kezébe.

## Szereplők
- Eddie Murphy - Pluto Nash
- Randy Quaid - Bruno
- Rosario Dawson - Dina Lake
- Jay Mohr - Anthony Frankowski / Tony Francis
- Peter Boyle - Rowland
- Luis Guzmán - Felix Laranga
- Joe Pantoliano - Mogan
- James Rebhorn - Belcher
- Pam Grier - Flura Nash
- John Cleese - James
- Burt Young - Gino
- Lillo Brancato - Larry
- Victor Varnado- Kelp
- Alissa Kramer és Heidi Kramer - Gina és Filomina Francis
- Miguel A. Núñez Jr. - Miguel
- Illeana Douglas - Dr. Mona Zimmer
- Stu "Large" Riley - kidobó
- Serge Houde - egy FBI ügynök
- Terry Haig - biztonsági őr
- Cornelia Sharpe - Tony Francis rajongó
- Mark Camacho - A robotzárka alkalmazottja, aki Brunót őrzi
- Alec Baldwin - Michael Zoroaster Marucci (stáblistán nem szerepel)[2]

## Médiakiadás
A filmet 2002. november 19-én adta ki DVD-n és VHS-en a Warner Home Video.